# Cantavieja (kommunhuvudort)
Cantavieja är en kommunhuvudort i Spanien.   Den ligger i provinsen Provincia de Teruel och regionen Aragonien, i den östra delen av landet, 280 km öster om huvudstaden Madrid. Cantavieja ligger 1 297 meter över havet och antalet invånare är 750.
Terrängen runt Cantavieja är kuperad. Runt Cantavieja är det mycket glesbefolkat, med 7 invånare per kvadratkilometer. Närmaste större samhälle är Villafranca del Cid, 16,5 km sydost om Cantavieja. 